# 大法讷
大法讷（德語：Großfahner）是德国图林根州的市镇，隶属于哥达县。总面积为11.41平方千米，截至2023年12月31日总人口为829人。